# Lomatocarpa steineri
Lomatocarpa steineri là một loài thực vật có hoa trong họ Hoa tán. Loài này được Pimenov mô tả khoa học đầu tiên.